# كارين روبرتس
كارين روبرتس (بالإنجليزية: Karen Roberts) هي لاعب هوكي الحقل جنوب أفريقية، ولدت في 10 يونيو 1967.

## وصلات خارجية
- كارين روبرتس على موقع الاتحاد الدولي للهوكي (الإنجليزية)
- كارين روبرتس على موقع أوليمبيديا (الإنجليزية)